# Vasile Cîtea
Vasile Cîtea (n. 25 iulie 1963, Hârlău, România) este un deputat român, ales în 2016.